# Dig Me Out
Dig Me Out är det tredje studioalbumet av den amerikanska rockgruppen Sleater-Kinney, utgivet den 8 april 1997 på skivbolaget Kill Rock Stars. Albumet producerades av John Goodmanson och spelades in från december 1996 till januari 1997 vid John and Stu's Place i Seattle, Washington. Dig Me Out var Sleater-Kinneys första album med trummisen Janet Weiss, som är bandets mest långvariga och nuvarande trummis. Musiken på skivan är influerad av traditionella rock and roll-band, medan texterna behandlar hjärtesorg och överlevnad.
Två singlar släpptes från albumet: "One More Hour" och "Little Babies". Titelspåret "Dig Me Out" nådde sjätte plats på topplistan KEXP Top 90.3 Album Chart 1997 trots att den inte släpptes som singel. Albumet möttes av mycket positiv kritik från musikjournalister, som hyllade albumets energi och feministiska låttexter. Dig Me Out återfinns på flera publikationers listor över bästa album. 2003 rankade Rolling Stone albumet som nummer 272 på deras lista The 500 Greatest Albums of All Time.

## Bakgrund och inspelning

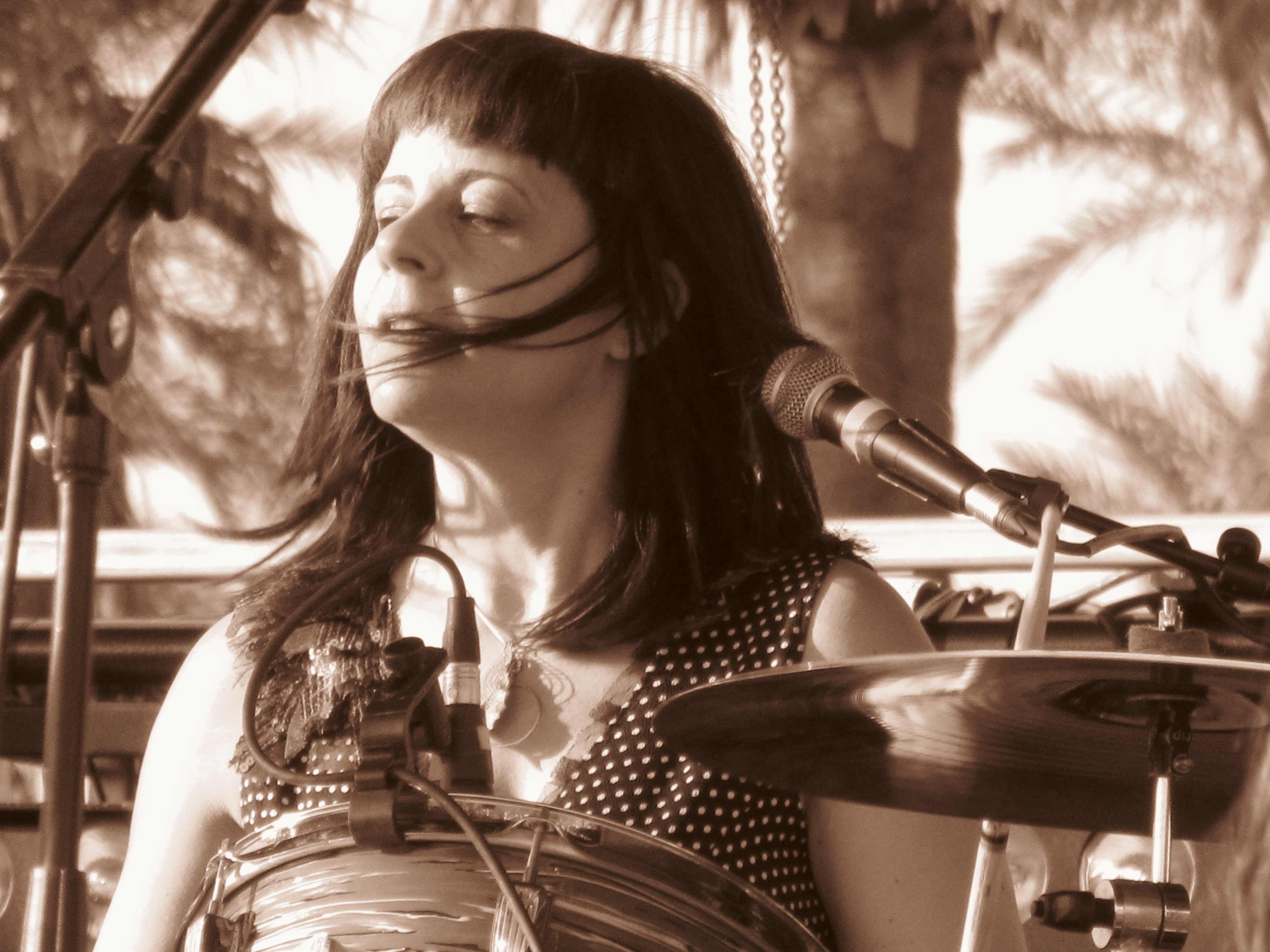
Janet Weiss var ny trummis för albumet.

Dig Me Out är uppföljaren till Sleater-Kinneys kritikerrosade andra album Call the Doctor, släppt 1996 på indiebolaget Chainsaw Records. Call the Doctor befäste bandets rykte som ett av de större namnen från Pacific Northwest, med uppror mot könsroller, konsumism och indierockens mansdominerade hierarki. Efter utgivningen av Call the Doctor rekryterades trummisen Janet Weiss, tidigare medlem i gruppen Quasi. Sleater-Kinney hade dessförinnan haft en rad tillfälliga trummisar, däribland Misty Farrell, Lora Macfarlane och Toni Gogin. Weiss kom sedermera att bli bandets mest långvariga trummis. Bandets deras tredje album blev återigen ett samarbete med producenten John Goodmanson. Bandet lämnade Chainsaw Records och bestämde sig för att släppa det nya albumet genom Kill Rock Stars, ett annat indiebolag vilket sångaren och gitarristen Corin Tucker trodde hade bättre resurser att säkerställa bandets distribution med. Goodmanson påpekade även att Kill Rock Stars erbjöd bandet generöst mycket studiotid för ett indiebolag, och menade att Call the Doctor hade spelats in på bara fyra dagar medan Dig Me Out tog åtta dagar.
Dig Me Out skrevs på drygt två månader och spelades in mellan december 1996 och januari 1997 vid John and Stu's Place i Seattle, Washington. Under inspelningen uppstod en del svårigheter då sångsamspelet mellan Tucker och sångaren och gitarristen Carrie Brownstein skulle spelas in. Producenten löste dock dessa genom att inte favorisera den ena sångrösten över den andra. Goodmanson har senare berättat: "Vi använde alltid olika mickar för lead- och andrasång, eller olika typer av bearbetning för att göra de sakerna väldigt distinkta. På så sätt kan man höra båda sakerna samtidigt". Goodmanson noterade även att det faktum att bandet inte hade någon basist var en fördel för albumets produktion. Han förklarade: "Det schysta med att inte ha någon basist är att du kan få gitarrerna att låta så stora som du vill. Vanligtvis måste man ge all den platsen åt basen, så att man kan höra basgången. Utan någon bas där är det bara att köra på gigantiska gitarrsound som man annars inte hade kunnat göra".

## Musik och texter
Musikaliskt sett betraktades Dig Me Out som "rockigare" än dess föregångare. Weiss trumstil var influerad av traditionella rock and roll-band som The Rolling Stones, The Beatles och The Kinks, såväl som ett flertal bluesrockmusiker som till exempel Lightnin' Hopkins, Muddy Waters, Billy Boy Arnold och Bessie Smith med flera. Både Tucker och Brownstein såg Weiss som en väsentlig del i bandets sound. Enligt Brownstein var Weiss "den första trummisen som matchade [deras] energi." Tucker tillade: "Musikaliskt sett har hon fullgjort vårt band. Hon har blivit basen och kompaktheten som vi verkligen velat ha för vårt låtskrivande". Förutom trummor bidrar Weiss även med handklappningar och tamburin på låten "Turn It On". Dig Me Out innehåller också mer gitarr- och sångsamspel av Tucker och Brownstein än Call the Doctor. Brownstein kommenterade att "Om man skulle separera våra gitarrdelar tror jag inte nödvändigtvis att de skulle bära helt på egen hand. Våra låtar [...] är inte riktigt fullständiga innan den andra personen har lagt sin del över den, och sin sång".

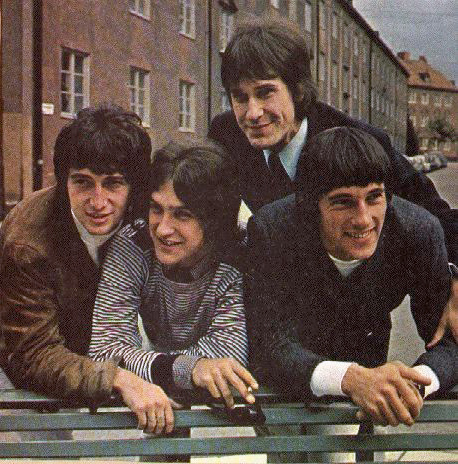
The Kinks var stora inspiratörer för Dig Me Out, vars omslag är en hyllning till The Kinks album The Kink Kontroversy.

Texterna på Dig Me Out behandlar hjärtesorg och överlevnad. Låten "One More Hour" handlar om slutet på Tucker och Brownsteins romantiska förhållande. Innan skivsläppet publicerade tidskriften Spin en kontroversiell artikel kring Tucker och Brownsteins förhållande utan deras tillåtelse. Brownstein kände att "det var en riktig integritetskränkning. Mina föräldrar visste inte att Corin och jag dejtade. De visste inte att jag någonsin hade dejtat en kvinna förut. Det var fruktansvärt. Jag var skitförbannad på Spin, riktigt arg. Lyckligtvis är mina föräldrar fantastiska människor, men jag bävar inför tanken att jag skulle haft en familj som skulle ha förnekat mig för något sådant. Och jag skulle garanterat låta Spin fått ta ansvar för det." Låten innehåller en hel del sångsamspel av Tucker och Brownstein. Chris Nelson från musikmagasinet Addicted to Noise har kommenterat att "man kan nästan höra Tucker gråta i studion då hon tjuter 'I need it', medan Brownstein står bakom och erbjuder sin tröst".
Liksom Call the Doctor innehåller detta album också låtar som visar frustration med sexism och kvinnors roll i samhället. Titelspåret "Dig Me Out" skildrar en kvinna i en dominant roll och "Little Babies" är en protest mot det traditionella moderskapet. Jenn Pelly från Pitchfork Media beskrev "Heart Factory" som en låt som "vrålar över syntetiska känslor av Prozac Nation." Musikaliskt sett anspelade låten "Words and Guitar" på att "[hoppa runt] och [skoja] med det rådande förtrycket av tidiga Talking Heads", medan "Dance Song '97" sades "ståta Devo-aktiga keyboards av ett påtagligt 80-talsvintage". Jenn Pelly från Pitchfork Media beskrev "Heart Factory" som en låt som "ryter över syntetiska känslor av Prozac Nation".

## Lansering
Dig Me Out gavs ut den 8 april 1997 på skivbolaget Kill Rock Stars. Skivomslaget är en hyllning till The Kinks album The Kink Kontroversy från 1965. Efter skivsläppet begav sig bandet ut på en turné för att marknadsföra albumet; en liveversion av "Words and Guitar" vid El Rey Theatre i Los Angeles återfinns i dokumentärfilmen Songs for Cassavetes av Justin Mitchell. I juli 1999 hade albumet sålts i 64 000 exemplar i USA enligt Nielsen Soundscan. Två låtar från albumet, "One More Hour" och "Little Babies", släpptes som singlar av Matador Records den 1 juni 1998 respektive 7 september 1998. På den första singeln fanns låten "I Wanna Be Your Joey Ramone" från Call the Doctor som B-sida, medan den andra singeln innehöll "I'm Not Waiting", även den från deras föregående album. På CD-versionen av "One More Hour" finns ett tredje spår, "Don't Think You Wanna", som ursprungligen släpptes på bandets debutalbum Sleater-Kinney. Låten "Dig Me Out" nådde sjätte plats på topplistan KEXP Top 90.3 Album Chart 1997 trots att den inte släpptes som singel.

## Mottagande
Dig Me Out möttes av mycket positiv kritik från musikpressen. Randall Roberts från CMJ New Music Monthly beskrev albumet som ett "nynnande av liv som helt överskrider kön och genre, fylld med den sorts spänning och speciella sång som gjorde punkrocken fantastisk under dess tidiga år [...] Dig Me Out är ett monster". Ann Powers, skribent för Spin, hyllade Tuckers känslofyllda sång och Brownstein energifyllda gitarrspel och kommenterade att bandet "nu [levererar] den slagkraft deras ord beskriver". Powers uppmärksammade också albumets feministiska låttexter och skrev "Om [Sleater-Kinney] vill vara vår Simone de Beauvoir bevisar Dig Me Out att de kan det". På samma sätt menade Matt Diehl från Rolling Stone att "även om Spice Girls snackar om 'girl power' förblir Sleater-Kinney det riktiga uttaget för den energin".
Allmusic-skribenten Jason Ankeny berömde bandet för att ha vidgat deras musikaliska gränser med ett mer självsäkert och moget sound. Wook Kim från Entertainment Weekly hyllade Tucker och Brownsteins "sammankopplade" sång och kallade skivan för ett "bra exempel på toppmodern punk". I The Village Voice hyllade kritikern Robert Christgau bandets sammanslutning och teamwork och skrev att "de är så säkra på deras förmåga att glädja att de bara inte kan sluta. Och denna självsäkerhet är gemensam: Corin och Carrie refrängväxlar som den tvåhövdade tjejen, springer omkring och rör sig med benen högt runt Janet Weiss axlar. Vilken åktur." Han refererade till albumet som ett av "årets favoritalbum, lätt". I en retrospektiv recension lyfte Anthony Carew från About.com fram albumets komplexa kompositioner och ansåg att albumet tog bandet "från Pacific Northwests kulthörna till internationell uppmärksamhet".
Dig Me Out har flera gånger inkluderats på olika publikationers listor över bästa album. Albumet var med som nummer fyra på The Village Voice kritikeromröstning Pazz & Jop 1997. 1999 rankades Dig Me Out på plats 21 på Spins lista "The 90 Greatest Albums of the '90s". 2001 placerade Spin det på plats 19 på deras lista "50 Most Essential Punk Records". 2003 rankades albumet som nummer 272 på Rolling Stones lista The 500 Greatest Albums of All Time. 2005 rankade Spin albumet på 24:e plats på listan "100 Greatest Albums, 1985–2005". Spin valde också med det som nummer 74 på listan "125 Best Albums of the Past 25 Years" 2012, med motiveringen "Dig Me Out fångar oljudet hos en själfylld kropp som skakar sig själv till liv, och det är en upplevelse som överbryggar alla könsfördelningar". 2008 rankades låten "Dig Me Out" som nummer 44 på Rolling Stones "100 Greatest Guitar Songs of All Time". 2011 var albumet med på plats 71 på listan "The 100 Best Albums of the 1990s" från Slant Magazine.

## Låtlista
Alla låtar är komponerade av Sleater-Kinney.
| Nr           | Titel                         | Längd |
| ------------ | ----------------------------- | ----- |
| 1.           | Dig Me Out                    | 2:40  |
| 2.           | One More Hour                 | 3:19  |
| 3.           | Turn It On                    | 2:47  |
| 4.           | The Drama You've Been Craving | 2:08  |
| 5.           | Heart Factory                 | 3:54  |
| 6.           | Words and Guitar              | 2:21  |
| 7.           | It's Enough                   | 1:46  |
| 8.           | Little Babies                 | 2:22  |
| 9.           | Not What You Want             | 3:17  |
| 10.          | Buy Her Candy                 | 2:02  |
| 11.          | Things You Say                | 2:56  |
| 12.          | Dance Song '97                | 2:49  |
| 13.          | Jenny                         | 4:03  |
| Total längd: | Total längd:                  | 36:34 |

## Medverkande
Medverkande är hämtade från Allmusic.
Sleater-Kinney
- Carrie Brownstein – gitarr, sång
- Corin Tucker – sång, gitarr
- Janet Weiss – trummor, slagverk

Ytterligare musiker
- Jessica Lurie – saxofon på "It's Enough"

Tekniker
- John Goodmanson – ljudtekniker, producent
- John Clark – fotografi